# Acipimox
Acipimoxul este un medicament hipolipemiant, derivat de acid nicotinic, fiind utilizat în tratamentul anumitor tipuri de dislipidemii. Calea de administrare disponibilă este cea orală.

## Utilizări medicale
Acipimoxul este utilizat în tratamentul hiperlipidemiilor, în special în hipertrigliceridemie și/sau hipercolesterolemie.